# José Ferrero
José Ferrero (Albacete, 1972 — Chinchilla de Montearagón, Albacete, 4 de marzo de 2016) fue un tenor español. Estudió canto en el Conservatorio Superior de Valencia con Ana Luisa Chova.

## Trayectoria profesional
Su trayectoria profesional le llevó a actuar en diferentes escenarios de España: el Palacio de la Música de Valencia, el Auditorio Nacional, el Teatro Monumental y la Fundación Juan March en Madrid, el Palacio de la Música Catalana y el Gran Teatro del Liceo en Barcelona, el Teatro Guimerá y el Auditorio en Tenerife, el Auditorio, el Teatro Rosalía de Castro y el Festival Mozart en La Coruña, así como el Teatro Calderón en Valladolid.
Actuó como solista en el Réquiem de Verdi en Núremberg (Alemania), en el reestreno de El Apocalipsis de Bretón y de Los Ángeles de Chapí con la Orquesta Sinfónica de Madrid y Andrés Zarzo. En la Novena Sinfonía de Beethoven con la Orquesta Ciudad de Barcelona, bajo la dirección de Antoni Ros Marbá. En la Semana de Música Religiosa de Cuenca de 2000, interpretando el oratorio de Beethoven Christus am Ölberge (Cristo en el Monte de los Olivos).
Realizó recitales de cámara con Miguel Zanetti, Matilde Salvador, Rubén Fernández Aguirre o Jaume Torrent, entre otros.
- Realizó su debut operístico en la ciudad alemana de Düsseldorf, con el papel de Don José en Carmen de Bizet en 1997.
- En 1998 interpretó el papel principal de Los cuentos de Hoffmann de Offenbach.
- En el 2000 interpretó el papel de Pinkerton de Madama Butterfly en el Festival Puccini de Valencia, igualmente este rol fue su debut en Londres.
- Ese mismo año, en el Palacio de Valencia, interpreta la opereta El murciélago (Die Fledermaus) de Johann Strauss en el papel de Alfred.
- Participó en la primera grabación de la ópera Merlín de Isaac Albéniz (ganadora de un Grammy) junto a Plácido Domingo.
- En 2001 cantó Madama Butterfly en el Teatro de la Fenice de Venecia y participó con esta compañía en una gira por Japón con La traviata de Verdi.
- Interpretó el papel de Fausto de la ópera de Berlioz La condenación de Fausto en la Musical Donostiarra.
- Cantó La vida breve de Falla en el Teatro San Carlos de Lisboa y en el Festival de Ópera de La Coruña con Josep Pons y Víctor Pablo Pérez, respectivamente.
- En noviembre del 2002 debutó en el Teatro de la Zarzuela con La bruja de Chapí, en el rol de Leonardo.
- Participó, durante el 2003, en el Festival Mozart de la Coruña en el rol de Tamino de La flauta mágica con Víctor Pablo Pérez y en la cantata de Debussy L'enfant prodige, con Phillippe Entremont en el Palacio de la Música de Valencia.
- En 2004 cantó Don Giovanni de Mozart en Valencia.
- Cantó Gli amori d'Apollo e di Dafne de Cavalli dirigido por Alberto Zedda en el Festival Mozart de La Coruña del 2004 (editada en NAXOS) y esta misma producción en Valladolid en el Teatro Calderón en diciembre de 2004.
- Cantó María Egipcíaca de Respighi en el Palacio de la Música de Valencia en 2005, bajo la dirección de García Asensio. También este año interpretó El retablo de Maese Pedro de Falla con el maestro García Asensio.
- También en 2005 cantó en el Festival Mozart de La Coruña L'Orfeo de Sartorio bajo la dirección de Alberto Zedda e Idomeneo de Mozart.
- En 2006 cantó en París con la Orquesta de París y bajo la dirección de Frühbeck de Burgos La vida breve de Falla.
- En ese mismo año interpretó Il tutore burlato de Martín y Soler en la producción del Teatro Real de Madrid en el Auditorio Carlos III de Leganés.
- Participó en el Festival de Granada con la ópera Andrómaca de Martín y Soler.
- Igualmente interesado por la música contemporánea cantó en 2006 Die Winterreise de Hans Zender junto al ensemble TAiMAgranada bajo la dirección de José Luis Estellés en Sevilla, Almería y Granada.
- En 2007 cantó con la Orquesta de la RAI de Torino La vida breve de Falla bajo la dirección del maestro Frühbeck de Burgos y en el Teatro Real de nuevo Il tutore burlato de Martín y Soler.
- En 2008 cantó con Günther Herbig y la Orquesta de la RTVE el Te Deum de Bruckner. Con Miguel Roa realizó una gira de conciertos con romanzas de zarzuela.
- Bajo la dirección de Juan Luis Martínez cantó el rol de Ernesto de Don Pasquale.
- Cantó en el Teatro de la Maestranza de Sevilla la ópera Doktor Faust de Busoni, bajo la dirección de Pedro Halffter.
- En 2011 interpretó el papel de Sigmund en La valquiria de Wagner también bajo la dirección musical de Pedro Halffter y la dirección de escena de La Fura dels Baus.

Su interés por la investigación musical le llevó a fundar y dirigir el ensemble Capilla Antigua de Chinchilla, centrado en recuperar e interpretar repertorios poco conocidos en el ámbito de la música antigua. También son de destacar los conciertos realizados en este repertorio con Pere Ros y Juan Carlos Rivera.
Falleció el 4 de marzo de 2016, en su casa de Chinchilla de Montearagón, después de sufrir un infarto de miocardio.